# الحسن توره
الحسن توره (انگلیسی: Alhassane Touré؛ زادهٔ ۵ فوریهٔ ۱۹۸۴) بازیکن فوتبال اهل مالی بود.
از باشگاه‌هایی که در آن بازی کرده است می‌توان به باشگاه فوتبال لشو دو فوند، باشگاه فوتبال شاف‌هاوزن، و باشگاه ورزشی جولیبا اشاره کرد.
وی همچنین در تیم‌های ملی فوتبال مالی بازی کرده است.